# Molini di Triora
Molini di Triora (im Ligurischen: Mulìni) ist eine norditalienische Gemeinde mit etwa 647 Einwohnern (Stand 31. Dezember 2023) in der Region Ligurien, politisch gehört sie zu der Provinz Imperia.

## Geographie
Molini di Triora liegt im Valle Argentina am Zusammenfluss der Argentina und des Flusses Capriolo. Die namensgebenden 23 Wassermühlen (mulino bedeutet Mühle) sind auch das Rückgrat der wirtschaftlichen Entwicklung der Gemeinde. Sie gehört zu der Comunità Montana Argentina Armea und ist circa 38 Kilometer von der Provinzhauptstadt Imperia entfernt.
Nach der italienischen Klassifizierung bezüglich seismischer Aktivität wurde die Gemeinde der Zone 3 zugeordnet. Das bedeutet, dass sich Molini di Triora in einer seismisch wenig aktiven Zone befindet.

## Klima
Molini di Triora liegt in einer Talsohle bei 460 Metern über dem Meeresniveau und ist circa 25 Kilometer vom Ligurischen Meer entfernt. Damit ist die Gemeinde zu weit vom Meer entfernt, um von der Meeresbrise erreicht zu werden. Trotzdem sind die Temperaturen im Sommer nie exzessiv. Im Winter kommt es nachts oft zu Frost und Schneefall. Das Klima in der Zone ist zwischen einem subkontinentalen und einem gemäßigten Gebirgsklima einzuordnen.
Die Gemeinde wird unter Klimakategorie E klassifiziert, da die Gradtagzahl einen Wert von 2242 besitzt. Das heißt, die in Italien gesetzlich geregelte Heizperiode liegt zwischen dem 15. Oktober und dem 15. April für jeweils 14 Stunden pro Tag.